# Bloc de notas
Bloc de notas (en inglés: Notepad o Windows Notepad) es un editor de texto incluido en los sistemas operativos de Microsoft desde 1985. Su funcionalidad es muy simple. Algunas características propias son:
- Inserción de hora y fecha actual pulsando F5, en formato "HH:MM DD/MM/AA".
- Inserción de hora y fecha actual si el documento comienza por ".LOG".
- Ajuste de líneas.
- Posibilidad de exportar a cualquier formato de texto plano.

La extensión predeterminada de este editor es *.txt, aunque también es posible crear archivos de extensión .bat, .html, .css, .java, .py, .rb, .c, .cpp, .vbs y .cs, entre otros.